# Нижний Рыстюг
Нижний Рыстюг — деревня в Никольском районе Вологодской области.
Входит в состав Краснополянского сельского поселения, с точки зрения административно-территориального деления — в Краснополянский сельсовет.
Расстояние до районного центра Никольска по автодороге — 12 км. Ближайшие населённые пункты — Животово, Селиваново, Гора.
По переписи 2002 года население — 25 человек (12 мужчин, 13 женщин). Всё население — русские.